# Festvåg
Festvåg est une localité du comté de Nordland, en Norvège.

## Géographie
Administrativement, Festvåg fait partie de la kommune de Bodø.